# José Contreras

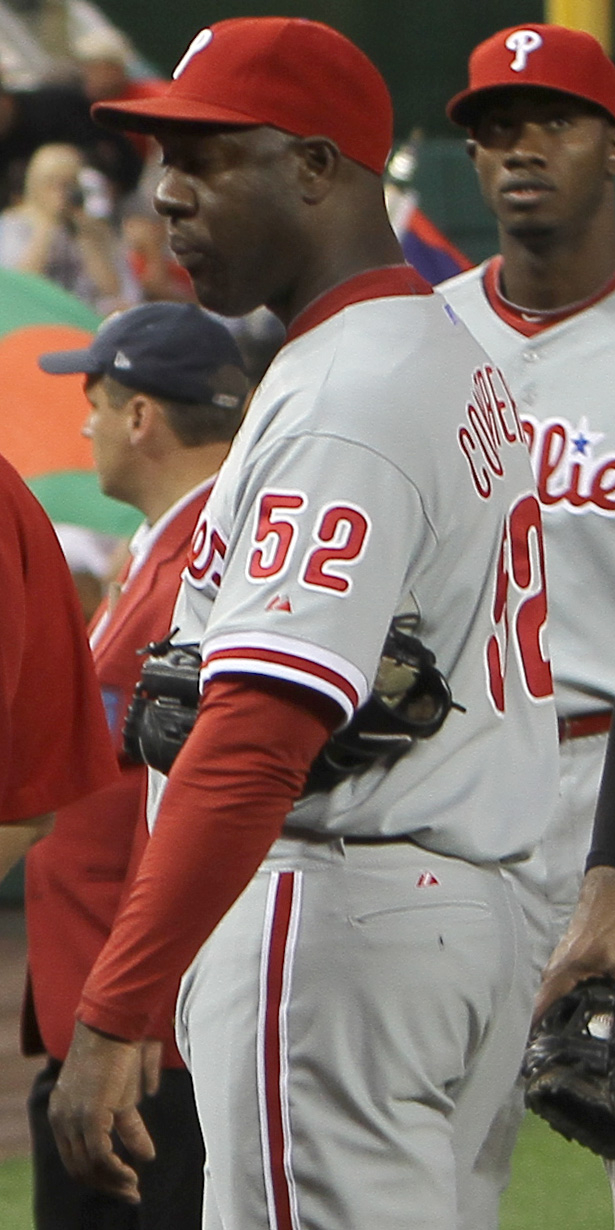

José Ariel Contreras Camejo (6 de dezembro de 1971) é um jogador profissional de beisebol cubano.

## Carreira
José Contreras foi campeão da World Series 2005 jogando pelo Chicago White Sox. Na série de partidas decisiva, sua equipe venceu o Houston Astros por 4 jogos a 0.